# Anders Johan von Höpken

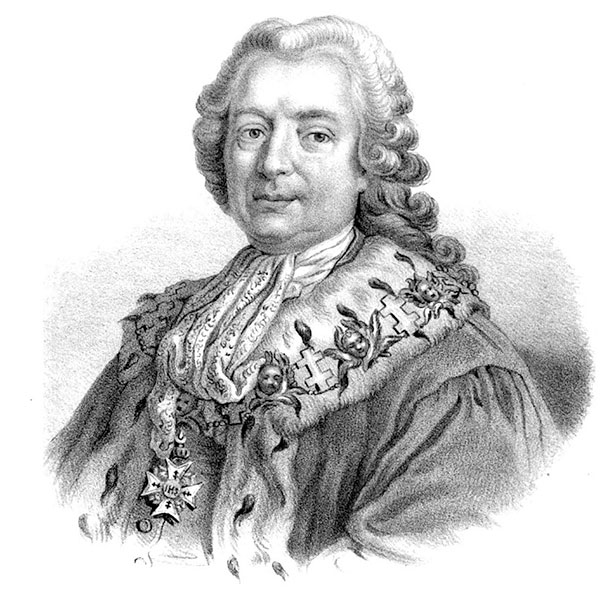
Anders Johan von Höpken

Anders Johan von Höpken (* 31. März 1712 in Stockholm; † 9. Mai 1789 ebenda) war ein schwedischer Politiker, Reichsrat und Mitbegründer der Königlich Schwedischen Akademie der Wissenschaften. Er stand der Staatskanzlei (Kunglig Majestäts kansli) zwischen 1752 und 1761 als Präsident vor und war zwischen 1746 und 1761 sowie 1773 und 1780 Reichsrat. Innenpolitisch war von Höpken ein Anhänger der Hattarne.

## Leben
Zunächst studierte er von 1728 bis 1730 an der Universität Uppsala. Anschließend war von Höpken zwischen 1730 und 1732 als Attaché der schwedischen Gesandtschaft in London tätig und begab sich daraufhin auf Studienreise durch Holland, Frankreich, Italien und Deutschland. Ab 1738 war er Mitglied des Schwedischen Ständereichstags.
Er war eines von sechs Gründungsmitgliedern der Königlich Schwedischen Akademie der Wissenschaften im Jahre 1739.
Er war verheiratet mit Ulrika Eleonora Sparre (1724–1747), einer Tochter des schwedischen Admirals und Grafen Claes Sparre.